# Llista de tractats choctaw

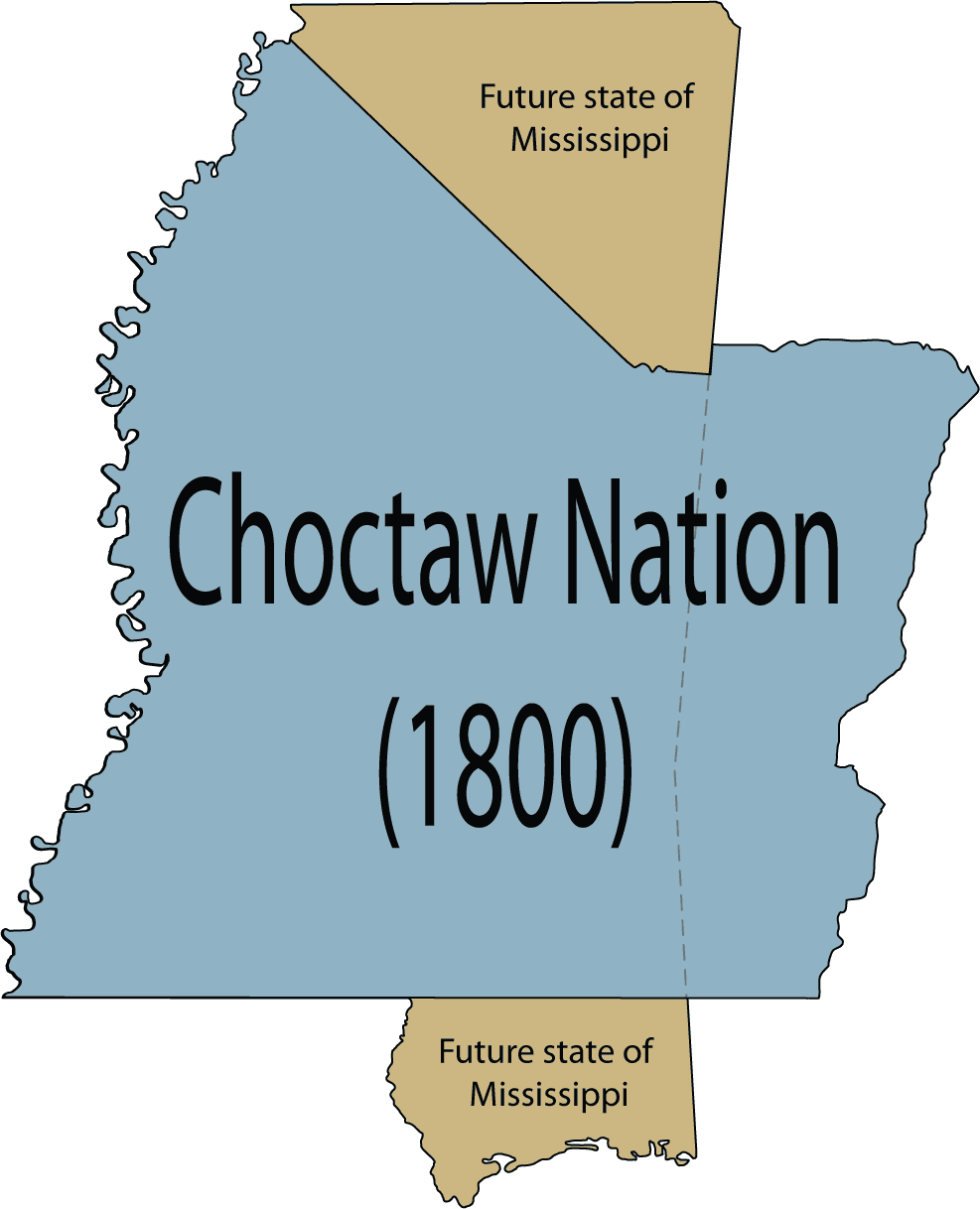
La Nació Choctaw amb relació a l'estat de Mississipi el 1800

Llista de tractats choctaw és una llista cronològica completa d'acords històrics que van afectar directament o indirectament als choctaws, una nació ameríndia, amb altres nacions. Les terres choctaw es van obtenir sistemàticament a través dels tractats, la legislació i les amenaces de guerra. Els tractats es van fer amb Gran Bretanya, França i Espanya. Nou tractats van ser signats amb els Estats Units. Alguns tractats, com el Tractat de San Lorenzo, afectaren indirectament als choctaws.

## Descripció
Els choctaws consideraven les lleis i la diplomàcia europea estranya i desconcertant. L'aspecte més confús de l'elaboració de tractats era l'escriptura, que era impressionant per a un poble que no han desenvolupat un sistema escrit. La història choctaw, igual que la de molts nadius americans, es transmetia oralment de generació en generació. Els europeus necessitaven els tractats per satisfer les seves lleis culturals i alleujar les seves consciències. Durant les negociacions de tractats de les tres principals àrees tribals Choctaw (Ciutats Altes, Sis Ciutats, i Ciutats Baixes) tenien un "Miko" (cap) que els representava. Espanya va tenir les primeres reivindicacions del país choctaw i va ser seguid per les reclamacions franceses a partir de finals del segle xvii. Els Estats Units, a conseqüència del Tractat de San Lorenzo, va reclamar terres choctaw a partir de 1795.
A principis del segle xix la pressió dels estats del sud dels Estats Units, igual que Geòrgia, va encoratjar a l'adquisició de terres de nadius americans. El Tractat de Fort Adams va ser el primer d'una sèrie de tractats que van cedir terres choctaw. Els choctaws van ser traslladats de la seva terra natal, ara conegut com el Deep South, a les terres a l'oest del riu Mississippi. Aproximadament 15.000 choctaws van traslladar-se al que s'anomenaria Territori Indi i després Oklahoma. Uns 2.500 van morir en el Camí de les Llàgrimes choctaw. El tractat de Dancing Rabbit Creek va signar la cessió de la pàtria tradicional restant als Estats Units. Hi hauria tres onades d'absorció a partir de 1831 Després de l'ona final de deportació en 1833, gairebé 6.000 choctaws van optar per romandre en el recentment creat Estat de Mississippi. Els europeus recentment instal·lats instaren persistentment el trasllat dels Choctaws de Mississipi, però es van negar. Tot i que grups choctaws més petits es poden trobar al llarg del sud dels Estats Units, els choctaws es troben principalment a Florida, Oklahoma i Mississipi.

## Tractats
| Tractat               | Any  | Signat amb                   | Lloc                                                                   | Propòsit | Terra cedida  |
| Charleston            | 1738 | Great Britain                | Charleston, SC                                                         | Comerç i Aliança | n/a           |
| Mobile                | 1749 | França                       | Mobile, AL                                                             | Comerç i Aliança | n/a           |
| Grandpre              | 1750 | França                       | Nació Choctaw                                                          | Fi de la Guerra Civil Choctaw | n/a           |
| Augusta               | 1763 | Geòrgia                      | Augusta, GA                                                            | Establir fronteres "indis/blancs" | n/a           |
| Mobile                | 1783 | Gran Bretanya                | Mobile, AL                                                             | Cessió de terres, definició de fronteres | n/a           |
| Mobile                | 1783 | Espanya                      | Mobile, AL                                                             | Comerç i Aliança | n/a           |
| Charleston            | 1783 | Gran Bretanya                | Charleston, SC                                                         | Comerç i amistat | n/a           |
| Pensacola             | 1784 | Espanya                      | Pensacola, FL                                                          | Comerç i aliança | n/a           |
| Hopewell              | 1786 | Estats Units                 | Hopwell, SC                                                            | Protectorat dels EUA, definició de les fronteres choctaw | n/a           |
| San Lorenzo           | 1795 | Entre Espanya i Estats Units | San Lorenzo de El Escorial, Espanya                                    | El tractat, sense participació choctaw, posà els choctaw sota control dels EUA | n/a           |
| Fort Adams            | 1801 | Estats Units                 | Territori de Mississipi                                                | Redefineix la cessió choctaw a Anglaterra i permet el traçat Natchez | 10.691,5 km²  |
| Fort Confederation    | 1802 | Estats Units                 | Territori de Mississipi                                                | Redefinició de fronteres i cessió de terres | 40 km²        |
| Hoe Buckintoopa       | 1803 | Estats Units                 | Nació Choctaw                                                          | Cessió del riu Tombigbee i redefinició del tractat anglès de 1765 | 3.455 km²     |
| Mount Dexter          | 1805 | Estats Units                 | Nació Choctaw (Mississippi)                                            | Cessió del districte de Natchez a la conca del riu Tombigbee a Alabama | 16.765 km²    |
| Fort St. Stephens     | 1816 | Estats Units                 | Fort St. Stephens (Alabama)                                            | Cedida tota la terra choctaw a l'est del riu Tombigbee | 40 km²        |
| Doak's Stand          | 1820 | Estats Units                 | Natchez Trace, Nació Choctaw (Mississippi)                             | Intercanvi de cessió de terres a Mississipi per parcel·la a Arkansas i prepara als choctaws per ser ciutadans dels Estats Units                                                                                     | 20.291,31 km² |
| Washington City       | 1825 | Estats Units                 | Washington, D.C.                                                       | Intercanvi de terres de Arkansas per parcel·la a Oklahoma | 8.100 km²     |
| Dancing Rabbit Creek  | 1830 | Estats Units                 | Nació Choctaw (Mississippi)                                            | Deportació i garantia de ciutadania estatunidenca | 42.585,6 km²  |
| Comanche              | 1835 | Estats Units                 | Nació Muscogee (Territori Indii)                                       | Pau i amistat entre diverses tribus | n/a           |
| Bowles Village        | 1836 | República de Texas           | Cherokees de Texasi les Dotze Bandes Associades-Yowani Choctaw (Texas) | Adquisició de títols per les terres de l'est de Texas basada en títols mexicans de 1822 | 6.100 km²     |
| Choctaws i Chickasaws | 1861 | Estats Confederats d'Amèrica | Nació Creek (Territori Indi)                                           | Protectorat que admet les Nacions Índies com a estats confederats | n/a           |
| Choctaw i Chickasaws  | 1866 | Estats Units                 | Washington, D.C                                                        | A més de la concessió de l'amnistia per als crims del passat contra el Govern dels Estats Units, aquest tractat també anima choctaws i chickasaws a sol·licitar la col·laboració dels indis de les planes a l'oest. | n/a           |

## Llei d'Assignacions Índies de 1871
En 1871 el Congrés va afegir una clàusula a la Llei d'Assignacions Índies per posar fi al reconeixement addicional de tribus o nacions ameríndies pels Estats Units, i la prohibició dels tractats addicionals.
| «                                    | Que a partir d'ara cap nació o tribu índia en el territori dels Estats Units haura de ser acceptada o reconeguda com a nació, tribu, o poder independent amb el qual els Estats Units pugui contractar per tractat: Es disposa, a més, que res del que conté s'interpretarà per invalidar o posar en perill l'obligació de qualsevol tractat fins ara lícitament i ratificat amb qualsevol nació o tribu índia. | » |
| — -Indian Appropriations Act de 1871 | |   |